# Certificat de conformité à la pharmacopée européenne
Pour les articles homonymes, voir CEP.
Un certificat de conformité à la pharmacopée européenne aussi appelé CEP est un document édité par la DEQM (direction européenne de la qualité du médicament) et qui certifie qu'une substance à but pharmaceutique est bien fabriquée et contrôlée selon la monographie équivalente de la pharmacopée européenne.
Il existe un deuxième type de CEP, dit CEP TSE qui confirme que la substance impliquée est conforme à la monographie relative aux risques d'encéphalopathie spongiforme animale transmissible.
Un CEP est constitué de 2 pages, plus parfois des méthodes d'analyses complémentaires. Il dispose d'un cartouche devant être rempli par le titulaire du CEP afin de déclarer pour quel médicament il est destiné.
Le CEP possède un numéro du style "R1-CEP 1998-145-Rev01" qui indique dans ce cas que le CEP obtenu en 1998 et avec le numéro 145 a subi un renouvellement quinquennal (R1, donc en 2003) et une modification depuis(Rev01).
Pour obtenir un CEP, le fabricant d'une substance dépose auprès de la DEQM un dossier technique décrivant le produit, son mode fabrication, les contrôles effectués… Celui-ci est évalué par des membres de la DEQM et le site de fabrication est inspecté par une des agences européennes.
L'avantage du CEP tient au fait que l'on considère que le dossier technique de la substance a déjà été évalué et que lors de demandes d'autorisations de mise sur le marché multiples d'un médicament en Europe, il n'est plus nécessaire que chaque agence nationale fasse cette évaluation. De ce fait l'agence et le laboratoire pharmaceutique gagnent un temps considérable sur l'évaluation du médicament. De ce fait, le CEP représente une sorte de garantie de qualité et est donc fortement utilisé pour les principes actifs, surtout s’ils sont produits dans certains pays (comme l'Inde ou la Chine) où les normes de qualité diffèrent de celles en Europe.

## Autre
Il existe un document assez semblable : le Drug Master File ou Active Substance Master File, qui est également obtenu par le fabricant d'une substance active et qui contient des informations sur le mode de fabrication de cette substance et sur sa qualité. Mais le DMF n'est pas directement basé sur une monographie de la Pharmacopée Européenne et n'est jamais évalué en tant que tel : il est toujours déposé en même temps qu'un dossier de demande d'autorisation sur le marché d'un médicament et est évalué à chaque fois. 